# Harvey Gates
Harvey Gates (19 de janeiro de 1894 – 4 de novembro de 1948) foi um roteirista estadunidense da era do cinema mudo. Ele escreveu para 216 filmes entre 1913 e 1948.
Ele nasceu no Oahu, Havaí[carece de fontes?] e morreu em Los Angeles, Califórnia.

## Filmografia selecionada
- 1942 'Neath Brooklyn Bridge
- 1942 Black Dragons
- 1942 Let's Get Tough!
- 1935 O'Shaughnessy's Boy
- 1932 The County Fair
- 1932 Madame Racketeer
- 1930 What a Man!
- 1930 Thus Is Life
- 1929 The Forward Pass
- 1929 The Desert Song
- 1929 Say It with Songs
- 1928 Across the Atlantic
- 1926 Driftin' Thru
- 1926 The Barrier
- 1925 The Bad Lands
- 1925 Silent Sanderson
- 1925 Beyond the Border
- 1925 Soft Shoes
- 1924 The Flaming Forties
- 1924 The Fighting American
- 1922 Man Under Cover
- 1922 Headin' West
- 1921 The Fire Eater
- 1921 Red Courage
- 1921 Action
- 1920 Blue Streak McCoy
- 1920 The Fightin' Terror
- 1920 Masked
- 1920 The Screaming Shadow
- 1920 West Is Best
- 1919 The Face in the Watch
- 1919 The Exquisite Thief
- 1919 The Midnight Man
- 1919 Ravished Armenia
- 1919 The Wicked Darling
- 1918 A Broadway Scandal
- 1917 Bull's Eye
- 1917 Hell Morgan's Girl
- 1916 For the Love of a Girl
- 1916 The Committee on Credentials
- 1916 The Jackals of a Great City
- 1916 The Three Godfathers
- 1916 Three Fingered Jenny
- 1915 Lord John's Journal
- 1913 I Was Meant for You